# Антопаљ
Антопаљ (блр. Антопаль; рус. Антополь) насељено је место са административним статусом варошице (городской посёлок) у југозападном делу Републике Белорусије. Административно припада Драгичинском рејону Брестске области.
Према подацима пописа становништва из 2009. у вароши је живело 1.687 становника.

## Географија
Насеље је смештено у западном делу Драгичинског рејона на југозападу Белорусије, на око 25 км западно од административног центра рејона Драгичина, 31 км источно од Кобрина и на око 77 км североисточно од административног центра области Бреста.

## Историја
Насеље се први пут помиње током XVI века као део Брестског војводства Велике Кнежевине Литваније. Насеље 1795. постаје саставним делом Руске Империје, и остаје у њеном саставу све до 1921. када постаје делом Пољске. Саставним делом Белорусије је од 1939. (тада Белоруска ССР).
Године 1940. добија административни статус вароши и центра истоименог рејона, све до 1959. када постаје делом Драгичинског рејона.
Непосредно пре Другог светског рата Јевреји су чинили 75% градске популације (2.300 од укупно 3.000 становника). За само 4 дана, од 15. до 19. октобра 1942. немачки нацисти су побили целокупну јеврејску популацију у граду.

## Демографија
Према резултатима пописа из 2009. у насељу је живело 1.687 становника.
| 1959. | 1970. | 1979. | 1989. | 2009. |
| ----- | ----- | ----- | ----- | ----- |
| 4.490 | 5.499 | 7.728 | 2.100 | 1.687 |